# Carl Speirmann
Carl Friedrich August Speirmann (* 17. April 1805 in Arolsen; † 14. Dezember 1870 in Korbach) war ein deutscher Jurist, Rittergutsbesitzer und Abgeordneter im Fürstentum Waldeck.

## Leben
Speirmann war der Sohn des Forst- und Kammerrates Friedrich Christoph Speirmann (* 10. Februar 1769 in Arolsen; † 13. November 1811 ebenda) und dessen Ehefrau Christiane geborene Hedwig († 2. April 1824 in Arolsen). Er war evangelisch und heiratete am 23. April 1832 in Korbach Johanne Elise Wilhelmine Henriette Rube (* 2. August 1805 in Korbach; † 25. September 1875 ebenda), die Tochter des Arztes, Hofrates und Abgeordneten Friedrich Rube (1771–1853) und der Luise Menonia von Rhena. Sein Onkel Aemilius Christian Friedrich Speirmann war ebenfalls Landstand.
Speirmann stand ab 1811 unter Vormundschaft seines Onkels Christian Carl Ludwig Speirmann (* 16. Dezember 1736 in Mengeringhausen; † 2. April 1816 in Arolsen). Von 1816 bis 1817 war er (unter anderweitiger Vormundschaft) in Erbschaftsauseinandersetzung mit einem anderen Onkel, Christian Speirmann verwickelt. Im Jahr 1818 kam es zu einem Vergleich und einer gemeinsamen Administration der Güter.
Von 1820 bis 1823 besuchte er das Landesgymnasium in Korbach. Ab 1823 war Regierungsrat August Müller sein Vormund. Er vertrat ihn ab 1824 auch in den Landständen. Im Jahr 1828 kam es zu einem Rechtsstreit zwischen dem Kurator über das Vermögen des 1825 verstorbenen Christian Speirmann und der Vormundschaft Carl Speirmanns.
Speirmann war 1830 cand.jur., 1832 Sekretär und 1834 Regierungs-Prokurator. 1836 war er Gründungsmitglied des verbotenen Advokatenvereins in Korbach. Er war Herr auf Haus Cappel. Mit diesem landtagsfähigen Gut war die Mitgliedschaft in den Landständen verbunden. Er war damit vom 26. Juni 1830 bis zum Ende der alten Landstände nach der Märzrevolution am 14. Juni 1848 Waldeckischer Landstand.